# Dominik Zuech
Dominik Zuech (* 25. Februar 1996 in Bozen) ist ein italienischer Freestyle-Skier und ehemaliger Skirennläufer. Der Südtiroler war auf die Disziplinen Abfahrt und Super-G spezialisiert, bevor er 2019 zum Skicross wechselte.

## Werdegang
Dominik Zuech gab am 15. Dezember 2020 in Arosa sein Debüt im Weltcup. Knapp ein halbes Jahr später fuhr er auf der Reiteralm das erste Mal Weltcuppunkte heraus. Seine beste Platzierung in der höchsten Rennserie ist ein 4. Platz beim Weltcup in Val Thorens 2022.
Neben seiner sportlichen Karriere engagiert sich Zuech auch als Markenbotschafter für IDM Südtirol-Alto Adige.

## Erfolge

### Weltcup
- 6 Platzierungen unter den besten zehn

### Weltmeisterschaften
- Idre Fjäll 2021: 33. Skicross
- Bakuriani 2023: 26. Skicross
- Engadin/St. Moritz 2025: 26. Skicross

### Weltcupwertungen
| Saison  | Skicross | Skicross |
| Saison  | Platz    | Punkte   |
| ------- | -------- | -------- |
| 2020/21 | 55.      | 7        |
| 2021/22 | 38.      | 36       |
| 2022/23 | 22.      | 156      |
| 2023/24 | 34.      | 104      |
| 2024/25 | 23.      | 188      |

### Weitere Erfolge
- Nominierung Südtiroler Sportler des Jahres 2023